# Jimmy Carr (komiek)
James Anthony Patrick Carr (Londen, 15 september 1972) is een komiek met een Iers en een Brits paspoort. Hij staat bekend om zijn zwarte en droge humor.

## Biografie
Carr werd geboren in Isleworth. Hij ging naar de Burnham Grammar School in Buckinghamshire, en later naar de Royal Grammar School in High Wycombe. Hij ging door naar Cambridge waar hij politicologie studeerde. Daarna ging hij werken bij Shell, een baan die hij ooit beschreef als "de eenvoudigste baan op aarde".
Binnen twee jaar ging hij daar weg, om een carrière te beginnen als stand-upcomedian. Hij ging in dienst bij JC Productions Ltd. Hij maakte een film: The Colour of Funny (1999). De film was een flop, waarna Carr besloot zelf komisch te gaan schrijven. Hier werd zijn talent herkend, en hij trad op voor de koninklijke familie in de Royal Variety Performance. Door zijn populariteit als comedian werd hij door Channel 4 gekozen als presentator voor spelprogramma's als Distraction en 8 Out of 10 Cats. Ook verscheen hij als gast in diverse televisieprogramma's, zoals Top Gear, Have I Got News For You, Never Mind the Buzzcocks, Stephen Fry's quiz QI en The Graham Norton Show.
Carr kwam in 2012 in opspraak nadat hij beschuldigd werd van belastingontwijking.

## Dvd's
- Jimmy Carr: Live - 2004
- Jimmy Carr: Stand Up - 2005
- Jimmy Carr: Comedian - 2007
- Jimmy Carr: In Concert - 2008
- Jimmy Carr: Telling Jokes - 2009
- Jimmy Carr: Making People Laugh - 2010
- Jimmy Carr: Being Funny - 2011
- Jimmy Carr: Laughing and Joking - 2013

## Prijzen
- British Comedy Awards - Best Live Stand Up (2006)
- Loaded Lafta Award - Best Stand Up (2004)
- Royal Television Society Award - Best On-Screen Newcomer (2003)
- Perrier Comedy Award (nominatie, 2002)
- Time Out Award - Best Stand Up (2002)